# Фишер, Пауль Густав
Пауль Густав Фишер (22 июля 1860 — 1 мая 1934) — датский художник.

## Биография
Пауль Фишер родился в Копенгагене, Дания. Он принадлежал к четвёртому поколению еврейской семьи родом из Польши. Его родителями были Филипп Август Фишер (1817—1907) и Густава Альбертина Сведгрен (1827—1883). Семья принадлежала к высшему среднему классу. Его отец начинал как художник, но позже преуспел в производстве красок и лаков.
Его формальное художественное образование длилось недолго, в подростковом возрасте, когда он провёл два года в Королевской Датской академии искусств в Копенгагене . Фишер начал писать картины ещё в молодости, под руководством своего отца. С 1878 по 1888 год работал на фабрике отца и регулярно выставлялся на весенней выставке в Шарлоттенборге 1884—1902 годов.
Благодаря картине, которую Фишер опубликовал в Ude og Hjemme, он приобрёл репутацию, и далее сотрудничал с молодыми датскими натуралистами. Его ранние картины изображают городскую жизнь. По этой причине его называли «копенгагенским художником» (Københavns maler). После пребывания в Париже в 1891—1895 годах его цвета стали богаче и светлее. Вскоре после этого Фишер получил известность как живописец городов: не только Копенгагена, но и сцен из Скандинавии, Италии и Германии. Его репутация достигла зенита между 1890 и 1910 годами.
Фишер активно обменивался опытом и художественными приёмами с современниками из Норвегии и Швеции, особенно с Карлом Ларссоном. Примерно в это же время он также писал яркие, солнечные сцены купания, некоторые с обнажёнными женщинами. Также проявил интерес к плакатной живописи, вдохновлённый примерами Теофиля Стейнлена и Анри де Тулуз-Лотрека.
В период его активного творчества в датском искусстве доминировал Лауриц Туксен. Несмотря на то, что при жизни критики не жаловали Фишера, его картины хорошо продавались. Одним из главных событий, где Фишеру удалось обойти конкурента Туксена, было празднование того, что Швеция возвратила Норвегии государственный суверенитет — именно Фишер, а не Туксен, получил заказ от короля Норвегии создать картину об этом событии.

## Личная жизнь
Фишер впервые женился в 1886 году на Дагни Греннеберг (1867—1920). Брак был расторгнут. Второй раз женился в 1914 году на концертной певице Марте Вильгельмин Йенсен (1888—1966). Умер в Гентофте в 1934 году.

## Галерея

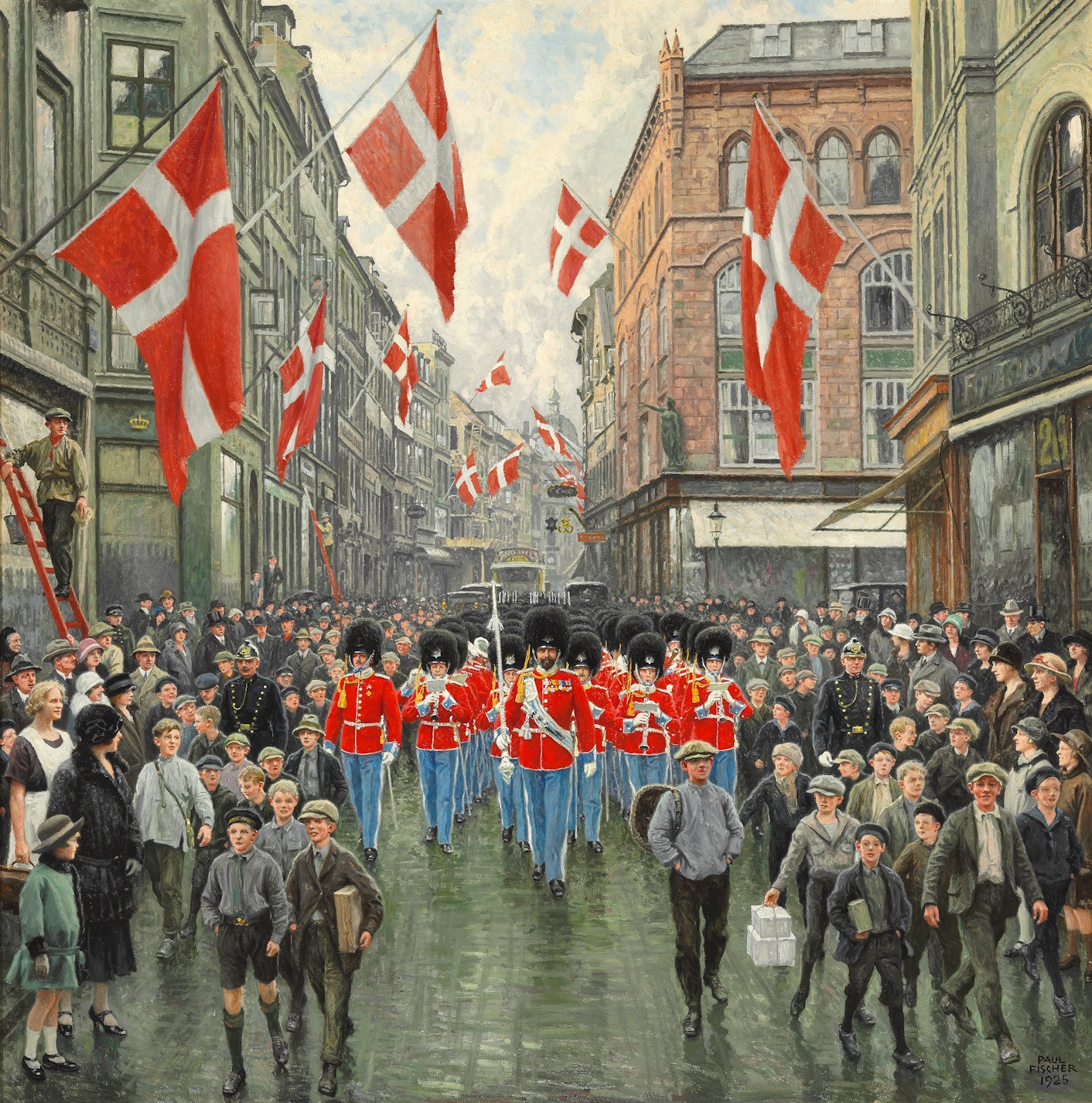
День рождения короля (1925)
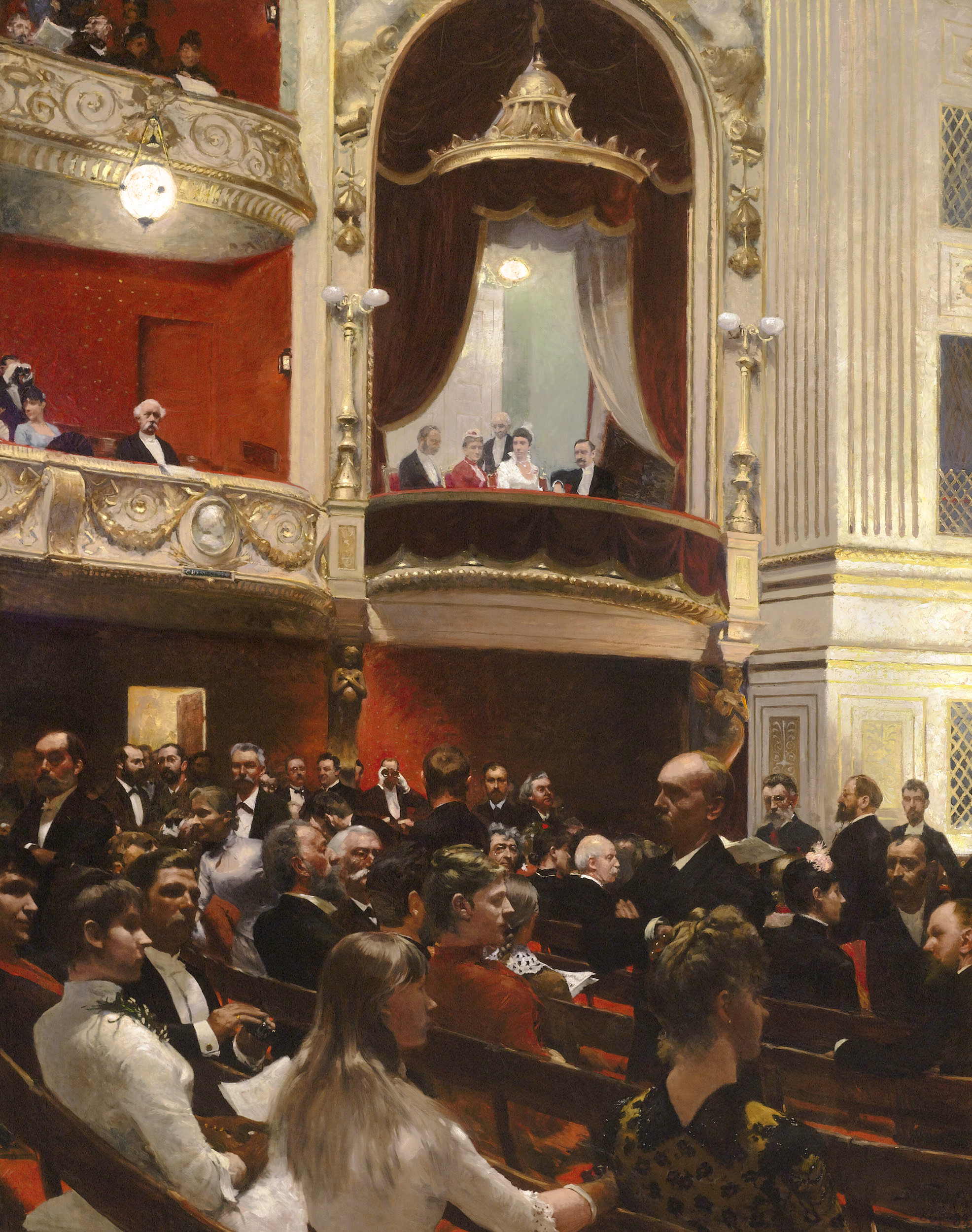
Вечер в Королевском театре (1887-88)
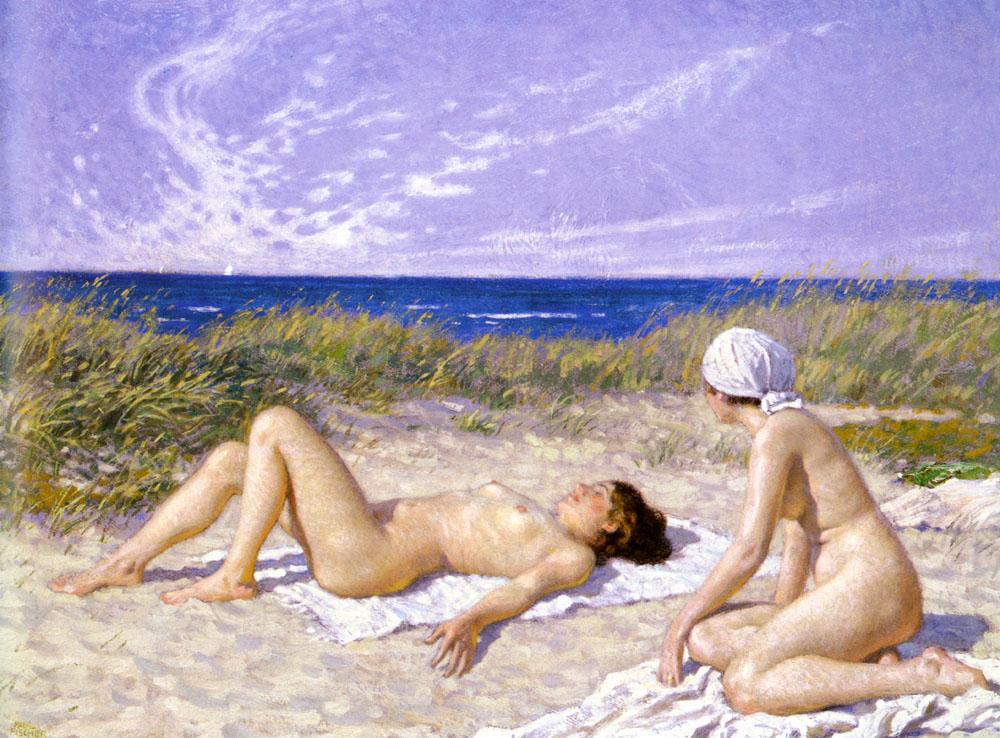
Загорающие в дюнах (1916)
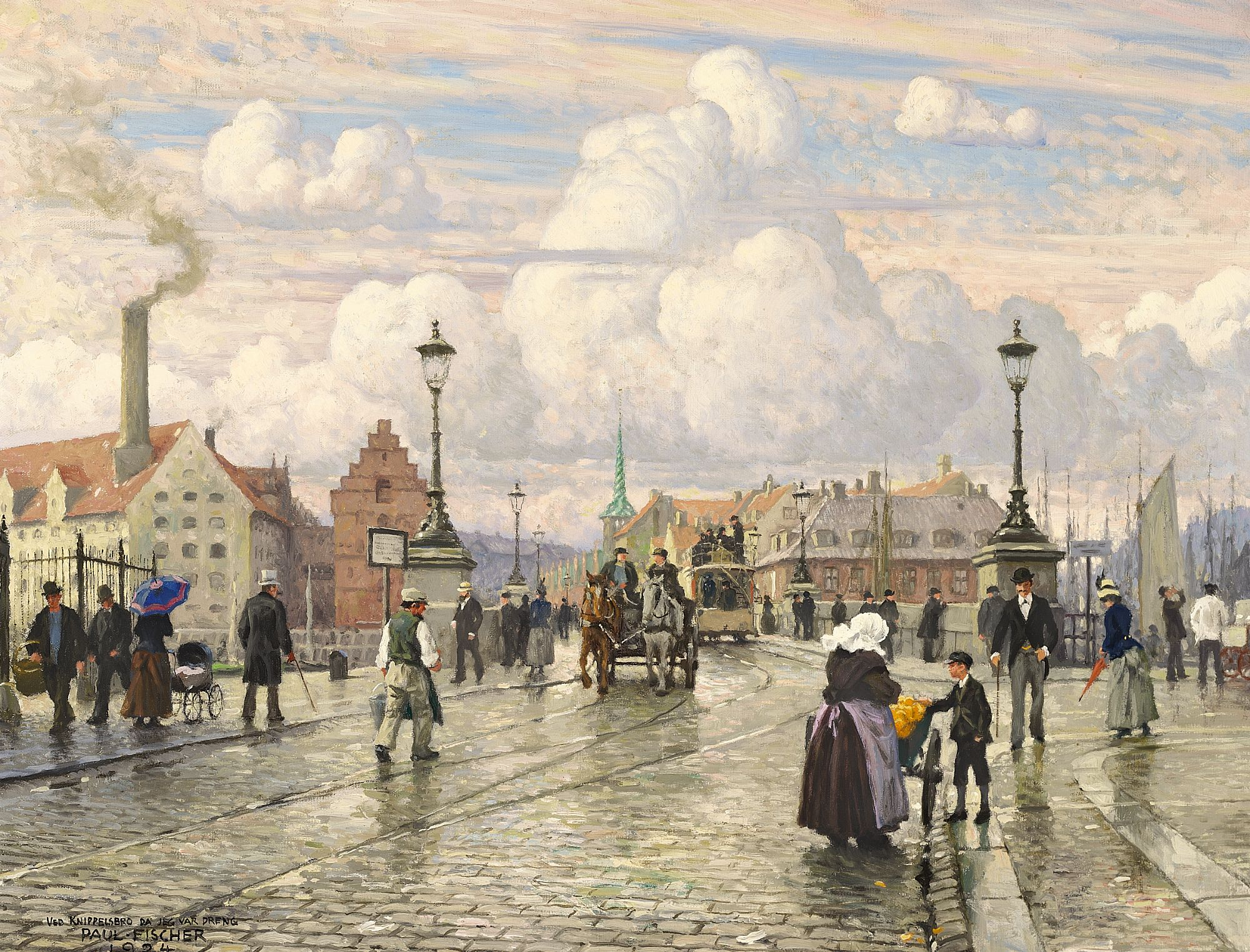
Сцена из Книппельсбро (1924)
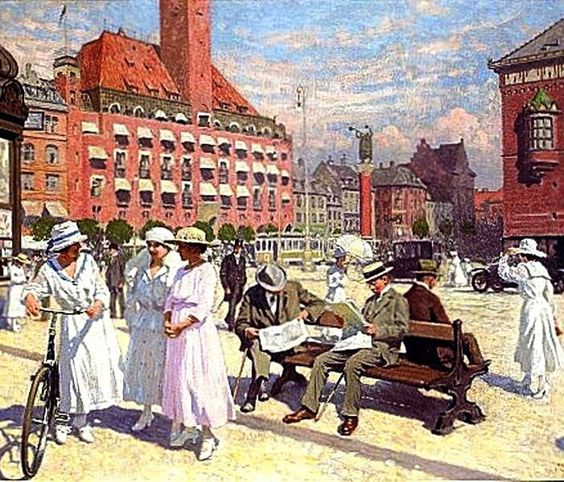
Ратушная площадь в Копенгагене (1900 г.)
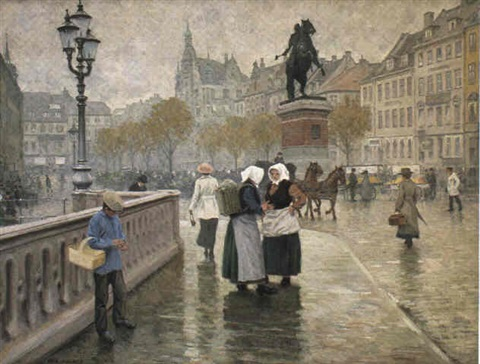
Площадь Хёйбро, вид с Хёйбро (1900)